# Dansville (comté de Livingston, New York)
Pour les articles homonymes, voir Dansville.
Ne doit pas être confondu avec Dansville (comté de Steuben, New York).
Dansville est un village du comté de Livingston, dans l'État de New York, aux États-Unis,. En 2010, il comptait une population de 4 719 habitants.

## Démographie
Lors du recensement de 2010, le village comptait une population de 4 719 habitants. Elle est estimée, en 2019, à 4 373 habitants.